# Capilla de la Resurrección (Bruselas)
La Capilla de la Resurrección (en francés: Chapelle de la Résurrection o Chapelle pour l'Europe, en neerlandés: Verrijzeniskapel) es una iglesia católica, con vocación ecuménica situada en el Barrio europeo de Bruselas (municipio de Bruselas). El edificio procede del siglo XV y estaba originalmente emplazado en el centro de la ciudad. A causa de un desarrollo urbanístico en 1907 se trasladó a su localización actual. En 2001, después de una renovación, la iglesia recibió su nombre actual y tomó su orientación ecuménica.

## Historia
El edificio actual, que tiene un origen muy antiguo y fue renovado en el siglo XVIII, estaba originalmente en donde se encuentra hoy la Estación Central de Bruselas. Dentro de una reforma del centro de la ciudad la capilla fue trasladada a su localización actual en Vanmaerlantstraat, Etterbeek. En este lugar, el edificio formaba parte de un convento femenino (Damas de la Adoración Perpetua). En 1989 las hermanas decidieron vender el convento – que incluía lo que es todo el conjunto: así el edificio principal alberga hoy la biblioteca y un centro de visitas de la Comisión Europea, pero la capilla se vendió a una asociación internacional sin ánimo de lucro de derecho belga, que había sido fundada por funcionarios de las instituciones de la Unión Europea para convertirla en un lugar de oración y celebración litúrgica. Mediante donaciones y ayudas de: las Conferencias Episcopales Católicas de Europa (COMECE), la Conferencia Europea de Iglesias (CEC), la Compañía de Jesús, la Fundación Rey Balduino y otras instituciones, la Capilla fue renovada y reformada entre 1999-2000. El 25 de septiembre de 2001 el arzobispo Godfried Daneels inauguró oficialmente la nueva iglesia.

## Arquitectura

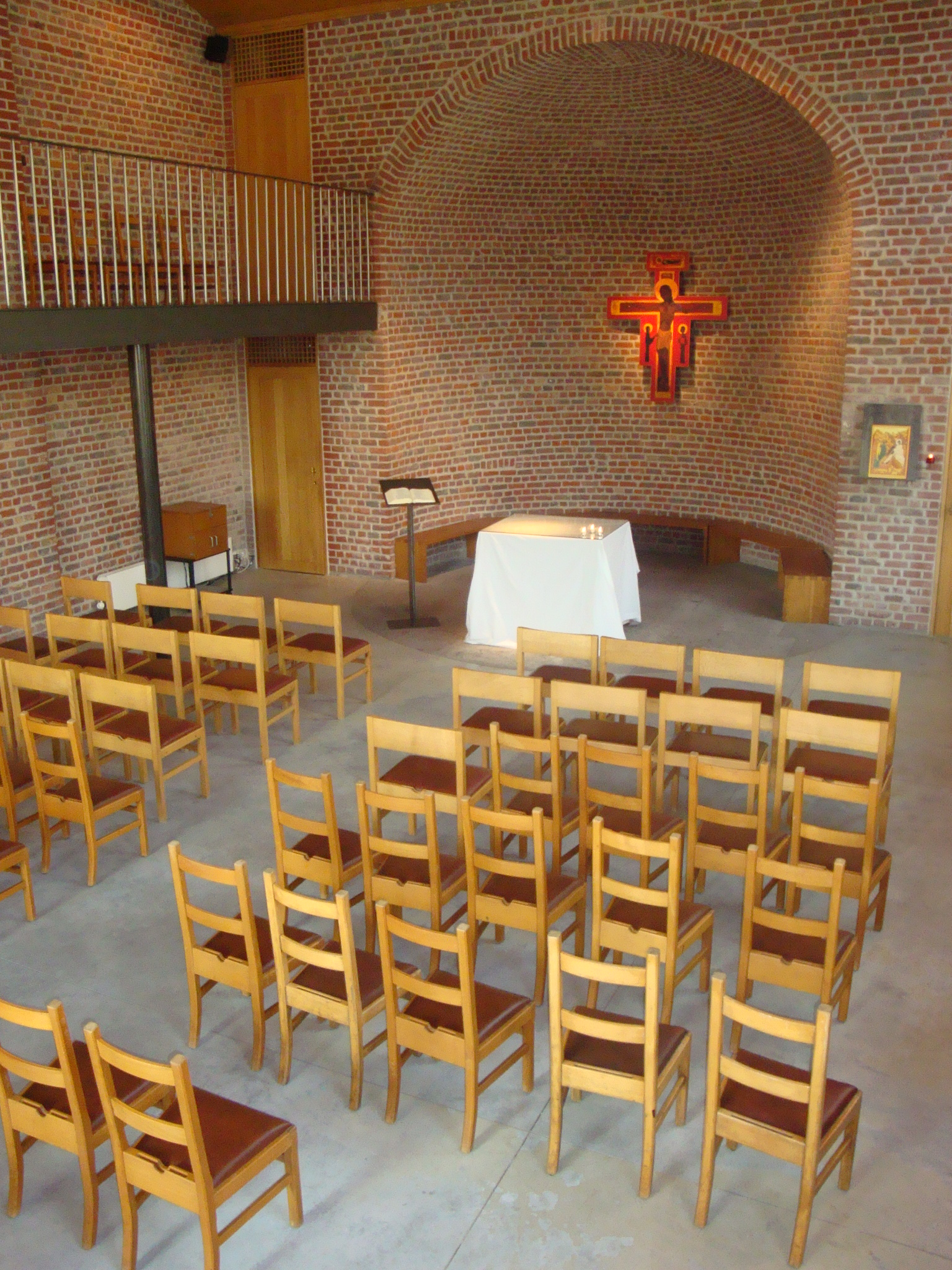
Interior

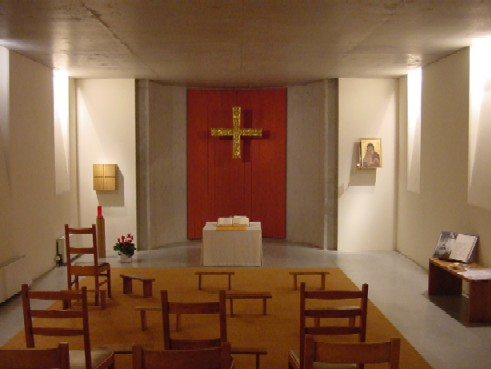
Cripta

La fachada neo-renacentista y el exterior de la capilla se conservaron íntegramente, pero el interior fue reestructurado y rediseñado por los arquitectos Marionex de Bruselas. Hoy el edificio tiene cuatro plantas: El visitante accede a la capilla a través de una recepción (planta baja), que se usa también como un espacio para reuniones y exposiciones. En el sótano hay una cripta, reservada para el silencio y la oración. La cruz platead es obra del escultor belga Philippe Denis. La principal sala litúrgica está ahora en la primera planta y es accesible por una escalera interior y un ascensor. Dado que la iglesia había perdido su altura original se han incorporado nuevas vidrieras obras del artista vienes Thomas Reinhold. Las vidrieras laterales muestran las escenas de la Creación, Encarnación, la Zarza Ardiendo y Pentecostés, mientras que la de la fachada principal está dedicada a la Resurrección. En una galería lateral, la capilla tiene un órgano del taller de Etienne Debaisieux, el instrumento fue donado por la Iglesia Evangélica Alemana (EKD). En el piso superior se encuentra un salón de reuniones y unos despachos (no visibles desde el exterior).

## Dimensión pastoral
La Capilla de la Resurrección no es una parroquia. Por su situación próxima al barrio de negocios y su cercanía a las instituciones europeas (Consejo de la Unión Europea, Parlamento Europeo, Comisión Europea, etc.) sirve como lugar para el debate, los encuentros y la oración vinculada a estas instituciones. Excepto por una eucaristía cada dos domingos por la tarde, la Capilla sólo está abierta en días laborables, y ofrece una amplia variedad de celebraciones litúrgicas, respondiendo a la diversidad de confesiones, idiomas y nacionalidades de la mayoría de su público "europeo". Un equipo pastoral de religiosos y lacios voluntarios dirigen la actividad de la Capilla. Todas las mañanas de días laborables se tiene una oración, hay celebraciones católicas, luteranas y ortodoxas, generalmente a la hora del almuerzo, y en diferentes lenguas, aunque principalmente en inglés y francés.